# 瞳丽鱼属
瞳麗魚屬，是條鰭魚綱䲁形目麗魚科下的一個屬。

## 分類
本屬屬於褶唇麗魚亞科，目前被認可的種如下：
- 希拉瞳麗魚 Corematodus shiranus
- 條紋瞳麗魚 Corematodus taeniatus